# اندیس حسین‌آباد ۲
حسین آباد-۲ یک اندیس مصالح ساختمانی است که در حوالی شهر فرخی استان اصفهان قرار دارد و مادهٔ معدنی موجود در آن، مرمریت است.